# هواگرد گشت دریایی

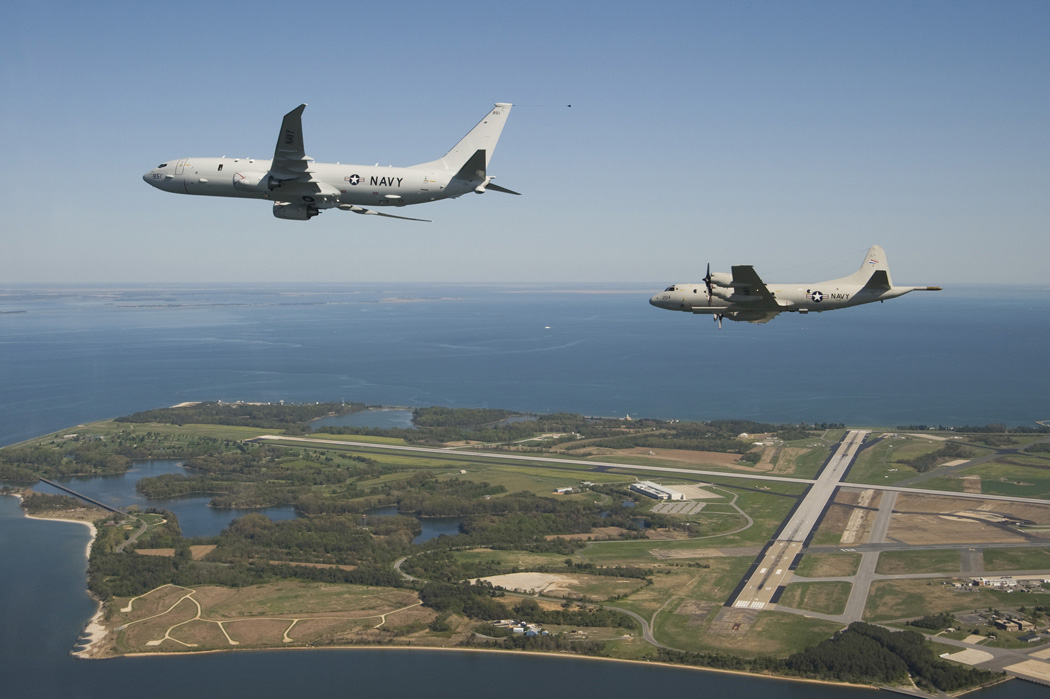
یک بوئینگ پی ۸ و یک لاکهید پی-۳ اوریون بر فراز پایگاه هوایی رودخانه پاتوکسنت

هواگرد گشت دریایی (انگلیسی: Maritime patrol aircraft) که با عنوان هواگرد گشت و یا هواگرد شناسایی دریایی نیز شناخته می‌شود، گونه‌ای هواگرد ثابت‌بال است که برای پرواز درازمدت بر فراز دریا برای مقاصد گشت و عملیات‌هایی نظیر عملیات امداد و نجات، نبرد ضد زیردریایی و نبرد ضدکشتی طراحی شده است.